# Onthophagus tragus
Onthophagus tragus là một loài bọ cánh cứng trong họ Bọ hung (Scarabaeidae).